# Aïn Defla
 (septembre 2020).
Si vous disposez d'ouvrages ou d'articles de référence ou si vous connaissez des sites web de qualité traitant du thème abordé ici, merci de compléter l'article en donnant les références utiles à sa vérifiabilité et en les liant à la section « Notes et références ».
Aïn Defla (en arabe : عين الدفلى, en tamazight :  ⵄⵉⵏ ⴷⴼⵍⴰ) est une commune du nord de l'Algérie, dans la wilaya du même nom. C'est aussi le nom de la localité, anciennement Oppidum Novum à l'époque romaine puis Duperré à l'époque française, située à 140 km au sud-ouest d'Alger, chef-lieu de la commune et de la wilaya.

## Toponymie
« Aïn Defla », veut dire : « source des Lauriers-roses », mot arabe prononcé par les habitants de la région du nom d'une source située au niveau du mont Doui : Elle était appelée « Duperré », par les Français lors de la période coloniale, en souvenir de l'amiral Duperré.

## Géographie
La ville est située dans un rétrécissement de la vallée du Chellif, entre la Dahra au nord et le Djebel Doui (1 000 m) qui annonce le massif de l'Ouarsenis au sud.

## Histoire
Le territoire d'Aïn-Defla a connu la présence romaine, attestée par les vestiges de l'Oppidum Novum. Durant la période musulmane, un lieu-dit « el Khadra » ou littéralement « la Verte », probablement situé sur la rive gauche de la rivière du Chélif, à 2 ou 3 km de la rencontre de l'Oued Hereeza avec le Chélif. un lieu de passage de l'ouest vers l'est et un lieu de rencontre entre les habitants des montagnes environnantes La ville actuelle est un centre créé en 1857 près d’Orléansville dans le département d’Alger. Le village reçoit le nom de Duperré en hommage à l'amiral Guy-Victor Duperré (1775-1846), commandant la flotte lors de la conquête.
Cette région au relief accidenté, qui était réputée instable et dangereuse par les Français pendant la Guerre d'Algérie, avait pour cela été déclarée Zone interdite.

### Guerre civile algérienne

#### Bataille d'Aïn Defla
Dans les années 1990, la même région était un fief du Groupe islamique armé (GIA). Le relief accidenté et montagneux permis aux islamistes d'échapper à la répression des forces de sécurité et de constituer des maquis d'où ils pouvaient commettre des attentats contre les forces de l'ordre et les civils. L'armée, dirigée par les généraux Mohamed Lamari 
et Khaled Nezzar, décida de planifier une vaste contre offensive dans les maquis d'Ain Defla pour reprendre le contrôle d'une zone qui échappait au gouvernement depuis plus de 3 ans. L'opération militaire de reconquête commença le 25 mars 1995 et mobilisa plus de 10 000 soldats. Elle dura plus de 3 jours avec d'intenses pilonnages d'artillerie et de bombardements aériens de plusieurs zones montagneuses d'Aïn Defla. Elle se solda par un important succès pour l'État algérien avec la mort de plus de 800 islamistes et la reprise en main par les forces de sécurité de fiefs tenus par les groupes armés du GIA et de l'AIS.

## Jumelage
Rezé (France) depuis 1985